# 明石砂浜陥没事故

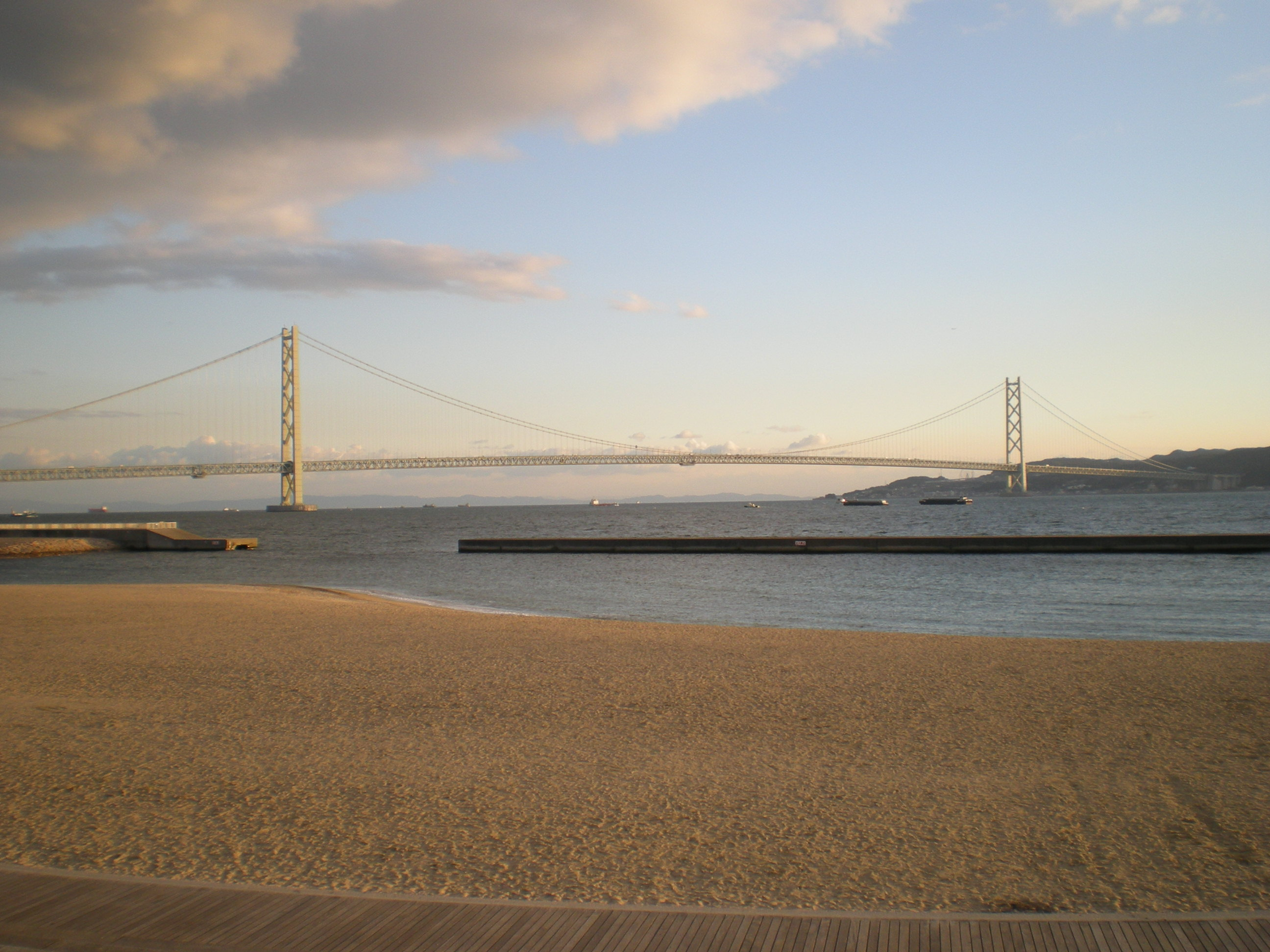
事故現場となった大蔵海岸

明石砂浜陥没事故（あかしすなはまかんぼつじこ）とは、2001年（平成13年）12月30日に兵庫県明石市の大蔵海岸（海浜公園）の人工砂浜で発生した陥没事故。明石大蔵海岸砂浜陥没事故（あかしおおくらかいがんすなはまかんぼつじこ）とも呼ばれる。明石市の事故報告書では「大蔵海岸砂浜陥没事故」、土木学会の事故調査報告書では「大蔵海岸陥没事故」としている。
人工砂浜の陥没でできた穴に、4歳（事故当時）の女児が吸い込まれて生き埋めになり、翌年5月に死亡した。この事故では国と市の管理責任が問われ、担当者ら4人が有罪判決を受けた。
なおこの事故に先立ち、同2001年7月21日には大蔵海岸で開催された明石市の花火大会において、最寄り駅のJR朝霧駅と海岸をつなぐ歩道橋で明石花火大会歩道橋事故が発生している。

## 事故の概要
2001年（平成13年）12月30日午後12時51分頃、東京都から家族で帰省していた当時4歳の女児Aが、父親Bと大蔵海岸を散歩していたところ、人工砂浜が直径約80cm、深さ約2メートルにわたり陥没し、女児が吸い込まれて生き埋めになった。事故発生現場は砂浜の隅の護岸付近であった。父親が女児を救助しているのを通行人が発見して携帯電話で119番通報し、駆けつけた救急隊が救助した。
女児は窒息による低酸素脳症により、意識不明の重体で明石市立市民病院に搬送された。女児はその後も意識が戻ることなく同病院に入院したまま、翌2002年（平成14年）5月26日に5歳で死亡した。死因は低酸素性虚血性脳障害であった。

## 事故原因
人工砂浜が陥没した原因は、海底に並べたケーソン（コンクリート製基礎）の継ぎ目のゴム製防砂板が劣化して穴が空き、砂が海へ流出したため、砂浜の下に空洞ができていたこととされた。なお同年夏に明石花火大会歩道橋事故が発生した「朝霧歩道橋」は、JR朝霧駅から大蔵海岸へのアクセスのため、人工砂浜と一体的に整備されたものである。
2004年3月、明石市は『大蔵海岸砂浜陥没事故報告書 ―再発防止に向けて―』を発行、事故原因について分析した。
報告書によれば、市では定期的に「海岸パトロール」を行い目視で点検してきたが、点検の管理マニュアルは整備されていなかった。目視点検は市の公園協会やシルバー人材センターへ業務委託していた。また目視点検の結果、事故前々年と前年の1999年と2000年には多数の陥没が発見されていたが、記録も行わず国へ報告もしていなかった。
事故発生年の2001年1月には住民からの通報を受け、応急的に陥没を埋め戻す工事を行ったが、その後も事故発生まで毎月のように陥没が確認されていた。市はカラーコーンを置くなどして注意喚起していたが、対症療法的な処置にとどまり陥没自体を防ぐ根本的な対策はなされないまま、年末最後のパトロールを終えた後に事故が発生した。
事故を受け、市が市民に情報提供を募ったところ、海岸のあちこちで陥没があったという情報が多数寄せられた。その中には「子供がはまると怖いと思った」という母親の声もあった。
なお報告書には、遺族からの指摘として「（当時の）市長は明石市立市民病院へ（自らの治療のため）毎週通院していたのに、娘の見舞いに一度も来たことはなかった」にもかかわらず、「娘の死後すぐ（市長が）『葬式は明石市が手配しています』と言いに来た」として、「一般人の感覚とは大きくかけ離れていた」「こうした姿勢が歩道橋事故にもつながったのではないか」と述べたことも掲載されている。

## 刑事訴訟
2004年に兵庫県警察は、大蔵海岸の管理責任者であった国土交通省近畿地方整備局姫路工事事務所（現：姫路河川国道事務所）および明石市の担当者ら4人を、業務上過失致死容疑で書類送検し、神戸地方検察庁が在宅起訴した。
2006年に神戸地方裁判所は事故の予見可能性を認めず、被告人4人ともに無罪判決を下したが、2008年の控訴審では大阪高等裁判所は予見可能性を認め、1審判決を破棄し審理を差戻した。
これを受け2010年月に差戻審が開始され、神戸地裁は事故の予見可能性を認めた上で安全対策を怠ったとして、被告人4人全員に逆転有罪判決を下した。被告人4人は上告したものの、2012年に大阪高裁が差戻審判決を支持、2014年に最高裁判所が上告を棄却、禁錮1年執行猶予3年の有罪判決が確定した。

## 事故後
この砂浜陥没事故に先立ち、同2001年夏には明石花火大会歩道橋事故も発生したことから、当時の岡田進裕明石市長はその責任を取る形で、任期途中の2003年統一地方選挙前に市長を辞職した。
2021年12月30日には事故発生から20年を迎え、泉房穂明石市長と幹部職員らが現場を訪れて献花し、市役所内でも事故の風化を防いで教訓を継承するとともに、安全対策の徹底を図ることを誓った。また2022年5月26日には女児Aの命日から20年を迎え、泉市長と幹部職員らが献花した。
大蔵海岸には事故後に、亡くなった女児Aの在りし日の姿を象った、肩に小鳥を乗せたおさげ髪の少女のブロンズ像「『愛しい娘』像」が建てられている。